# 神狱塔 断罪玛丽
《神狱塔 断罪玛丽》（日语：神獄塔 メアリスケルター，英文：Mary Skelter: Nightmares）是游戏制作公司“Compile Heart”于2016年针对PS Vita平台发布的RPG，并于2018年7月登陆Steam平台。
其续作《神狱塔 断罪玛丽2》于2018年在PS4平台上发售。

## 游戏背景
故事发生在一个叫做“监狱”的地下世界。因为数十年前城市的急剧下陷，人们被困在了地下。为了逃出这个“监狱”，人们组成了“黎明”联盟，而一批拥有特殊能力的“血式少女”则在前线战斗。
监狱里面，一种叫做「童話」（ルヒェン，Marchen）的生物负责管理这个监狱，他们将人类抓捕起来并且集中管理，并加以虐待——主人公杰克和爱丽丝便是在受迫害的其中之一。某一天，来自黎明联盟的血式少女将杰克和爱丽丝解救了下来。在返回黎明的途中，爱丽丝陷入了致命的“血狂”状态，但被杰克的鲜血所解救。正因为这个意外，人们发现“杰克”是一个“血式少年”，并且让杰克加入了黎明战线。
随着杰克的加入，黎明战线开始正式寻求突破监狱的方法。

## 游戏元素

### 血式少女
拥有着特殊能力的少女。
当血式少女沾染或摄取「童話」的血时，眼瞳会变成粉红色。游戏中表现为，当血式少女让「童話」出血时，角色的“淺血圖示”会加以累计。当角色受到重创时，角色的“污染”量就会上升，淺血圖示就会变黑。当淺血圖示达到上限5格时，根据该角色持有的污染量，角色会进入“灭绝”状态或“血狂”状态。
灭绝（ジェノサイド）状态下，角色的战斗力会大幅上升，并且可以使用一些特殊的技能。
血狂（ブラッドスケルター）状态下，角色的战斗力同样会大幅上升，但玩家无法操作角色，以及角色会不分敌我地进行攻击。

### 梦魇
仅在条件达成时才会被杀死的怪物。
游戏中，梦魇会在地图内四处走动，当玩家接近梦魇时，周围的空间会变暗（在续作《断罪玛丽2》中则相反，表现为变亮）。在靠近梦魇到一定程度时，将会发生「殘殺鬼抓人」的追逐游戏，梦魇会一直追着玩家，直至其成功逃离。